# Stalita inermifemur
Stalita inermifemur is een spinnensoort in de taxonomische indeling van de celspinnen (Dysderidae).
Het dier behoort tot het geslacht Stalita. De wetenschappelijke naam van de soort werd voor het eerst geldig gepubliceerd in 1931 door Carl Friedrich Roewer.